# Trichocerca elongata
Trichocerca elongata är en hjuldjursart som först beskrevs av Gosse 1886.  Trichocerca elongata ingår i släktet Trichocerca och familjen Trichocercidae. Arten är reproducerande i Sverige. Inga underarter finns listade i Catalogue of Life.